# لانتا (ویرجینیای غربی)
لانتا (به انگلیسی: Lanta) یک منطقهٔ مسکونی در ایالات متحده آمریکا است که در شهرستان بونی، ویرجینیای غربی واقع شده‌است. لانتا ۲۴۹٫۰۲ متر بالاتر از سطح دریا واقع شده‌است.